# SO213i
SO213iは、ソニー・エリクソン・モバイルコミュニケーションズ（現ソニーモバイルコミュニケーションズ）製のNTTドコモの第二世代携帯電話(mova)端末である。

## 概要
preminiシリーズ第一弾として発売された。

従来にはない小型のボディとシンプルさをコンセプトに設計されており、カメラやiアプリ対応などは省かれ、通話とiモード、メールという最小限の機能に特化している。

アルミニウム製の筐体は非常に小型であるが、スロープキーと呼ばれる階段状のボタンレイアウトを採用することにより、ある程度の操作性を確保している。

## 歴史
- 2004年4月22日　テレコムエンジニアリングセンターによる技術基準適合証明の工事設計認証（工事設計認証番号01WAA1162）
- 2004年5月7日　 電気通信端末機器審査協会による技術基準適合認定の設計認証（設計認証番号A04-0233001）
- 2004年5月11日　ドコモから発表
- 2004年7月1日　 発売
- 2012年3月31日　movaサービス終了により使用はこの日限りとなる。